# Auferstehungskirche (Bad Schlema)
Die Auferstehungskirche im Bad Schlemaer Ortsteil Oberschlema ist eine evangelisch-lutherische Kirche aus den beginnenden 1950er Jahren, sie steht unter Denkmalschutz. Die Auferstehungskirche bildet zusammen mit der Martin-Luther-Kirche in Niederschlema und der Kirche Wildbach die Evangelisch-Lutherische Kirchgemeinde Bad Schlema-Wildbach.

## Lage
Das Sakralgebäude trägt die offizielle Adresse Sandstraße 12, die südlich parallel zur Bundesstraße 169 verläuft. Der Kirchturm wurde an der nördlichen Seite des Gotteshauses nahe an der westlichen Ecke angebaut. Das Gotteshaus ist nicht genau geostet. Zusammen mit dem Pfarrhaus entstand ein ansprechendes Bauensemble.

## Architektur

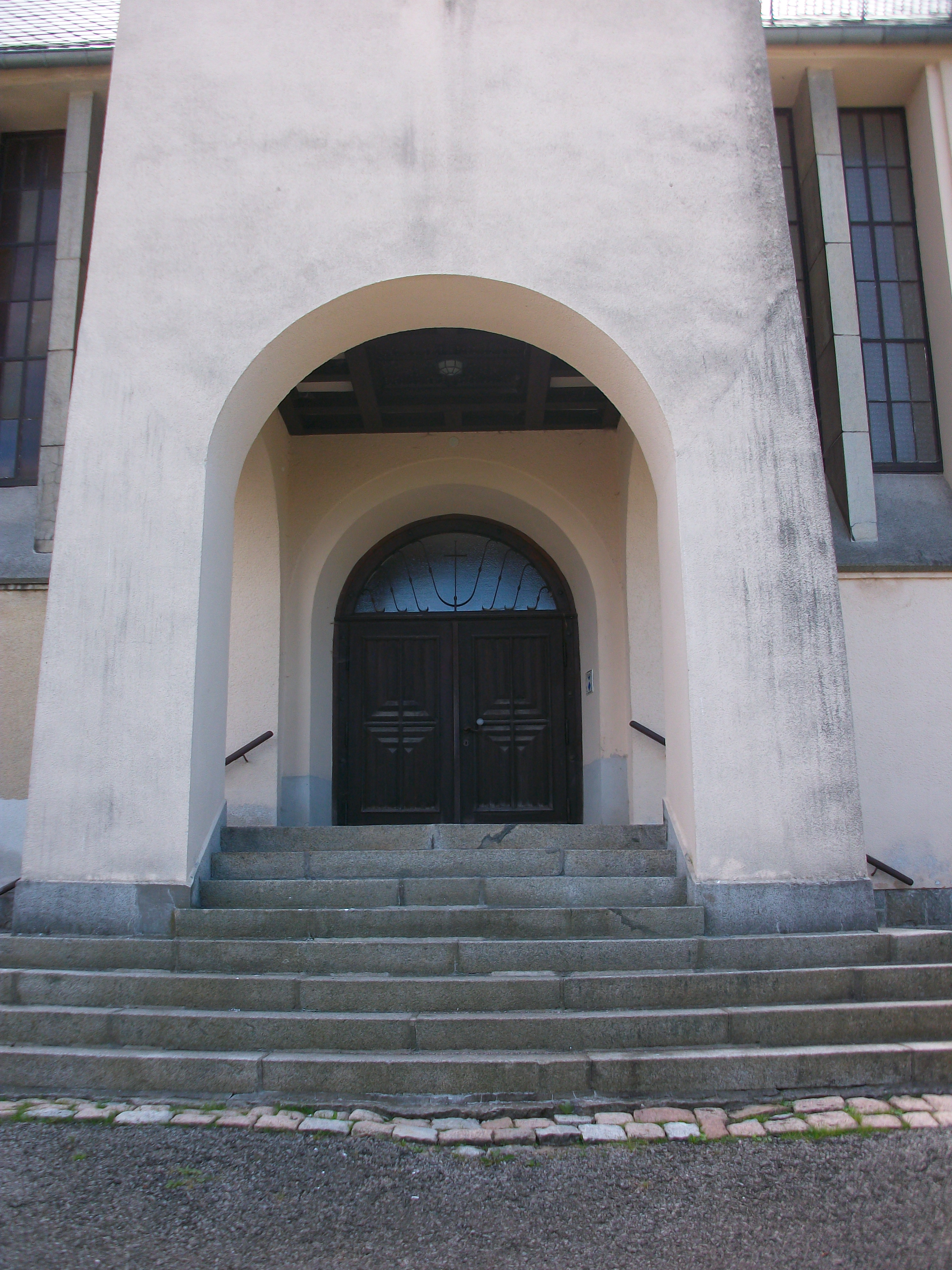
Portal

### Außen
Die Saalkirche ist schlicht gehalten und ist ein Architekturzeugnis des Neuen Bauens. Sie wurde rundherum hell verputzt. Im Gegensatz zum schlanken Turm ist das Kirchenhauptgebäude baulich dominant und mit einem steilen Walmdach abgeschlossen.
Die schmalen langrechteckigen Kirchenfenster sind mit nichtfarbigem Glas ausgestattet und ziehen sich fast vom Erdboden bis kurz unter das Dach. Auf beiden Längsseiten des Kirchengebäudes gibt es drei solcher hohen zu dritt gruppierten Sprossenfenster. Am Westgiebel lässt eine Sechsergruppe schmaler hoher Fenster ausreichend Tageslicht in das Innere. Dort verbreitet es durch eine halbrund abgehängte dünne Wand Streulicht.
Der Kirchturm trägt ein Kreuz über einem Zeltdach, unter dem sich die offene Glockenstube befindet und darunter das Uhrwerk einer Turmuhr. Diese besitzt auf allen vier Seiten große glatte Zeiger und mit Strichen angedeutete Zahlen direkt auf dem Putz, ohne gesonderte Zifferblätter. Es handelt sich um die große Uhr des abgebrochenen Kurhotels Oberschlema.
Der glatte gerade Turmkörper steht auf einem quadratischen Grundriss mit einer Seitenlänge von rund 3,80 Metern. Am Turmfuß ist der von drei Seiten zugängige rundbogige Haupteingang in die Kirche eingefügt. Dieser Zugang ist wegen der Treppen nicht barrierefrei.

### Innen

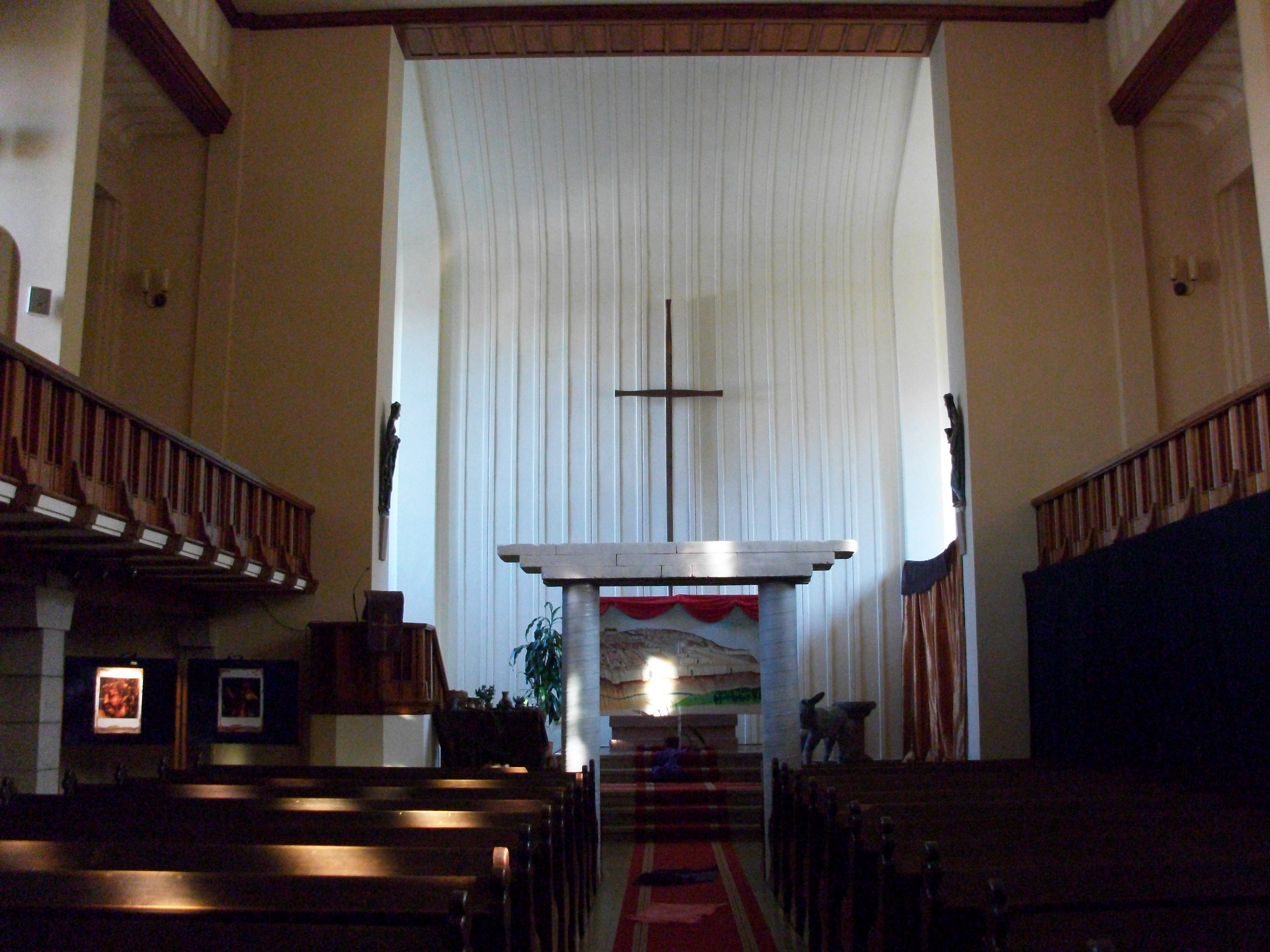
Blick in das Kircheninnere zur Zeit des Ostergartens

Der Kirchensaal ist zirka 10 Meter hoch und in hellen Aquarelltönen ausgemalt. Die Decke des Kirchenraumes ist gerade.
Eine mit hölzernen Balustradenplatten geschmückte U-förmige Empore trägt die Orgel. Sie ruht auf steinernen Säulen.

## Ausstattung
Bemerkenswert sind hier der frühere Schnitzaltar, der auf das Jahr 1500 datiert ist.
Der schlichte Altartisch aus Buntsandstein steht auf einem Podest, zu welchem fünf Stufen hinaufführen. Links dahinter befindet sich eine Kanzel mit Kanzelkorb auf einem breiten achteckigen steinernen Ständer. Am Triumphbogen sind links und rechts flache christliche Kupferfigürchen angebracht, die mit der geweißten Wand kontrastieren. Vor der Apsisrückwand ist ein großes einfaches Kreuz aufgestellt.
Das Gestühl wird aus einer Doppelreihe hölzerner Bänke mit geschnitzten Wangen gebildet, in der Mitte zwischen den Bankreihen verläuft ein mit Musterteppichen ausgelegter Gang.

## Orgel
Auf der Empore befindet sich eine neue digitale Orgel (Johannus Ecclesia D-350), hängend eingebaut in das Gehäuse der alten Pfeifenorgel. Das Instrument mit dem Audiosystem 10.1 verfügt über 41 Register auf drei Manualen und Pedal.

## Glocken
Im Kirchturm hängt sich ein dreistimmiges Geläut aus bronzenen Glocken, die im Jahr 2011 in der Gießerei Grassmayr in Innsbruck im Beisein von Vertretern des Bad Schlemaer Kirchenkreises neu gegossen wurden. Sie ersetzen die im Jahr 1917 als Metallspende des deutschen Volkes abgelieferten ersten Bronzeglocken.
Die Glockenweihe erfolgte im Mai 2012 unter öffentlicher Wahrnehmung.

## Seelsorge

### Pfarrer/Pastoren (Auswahl)

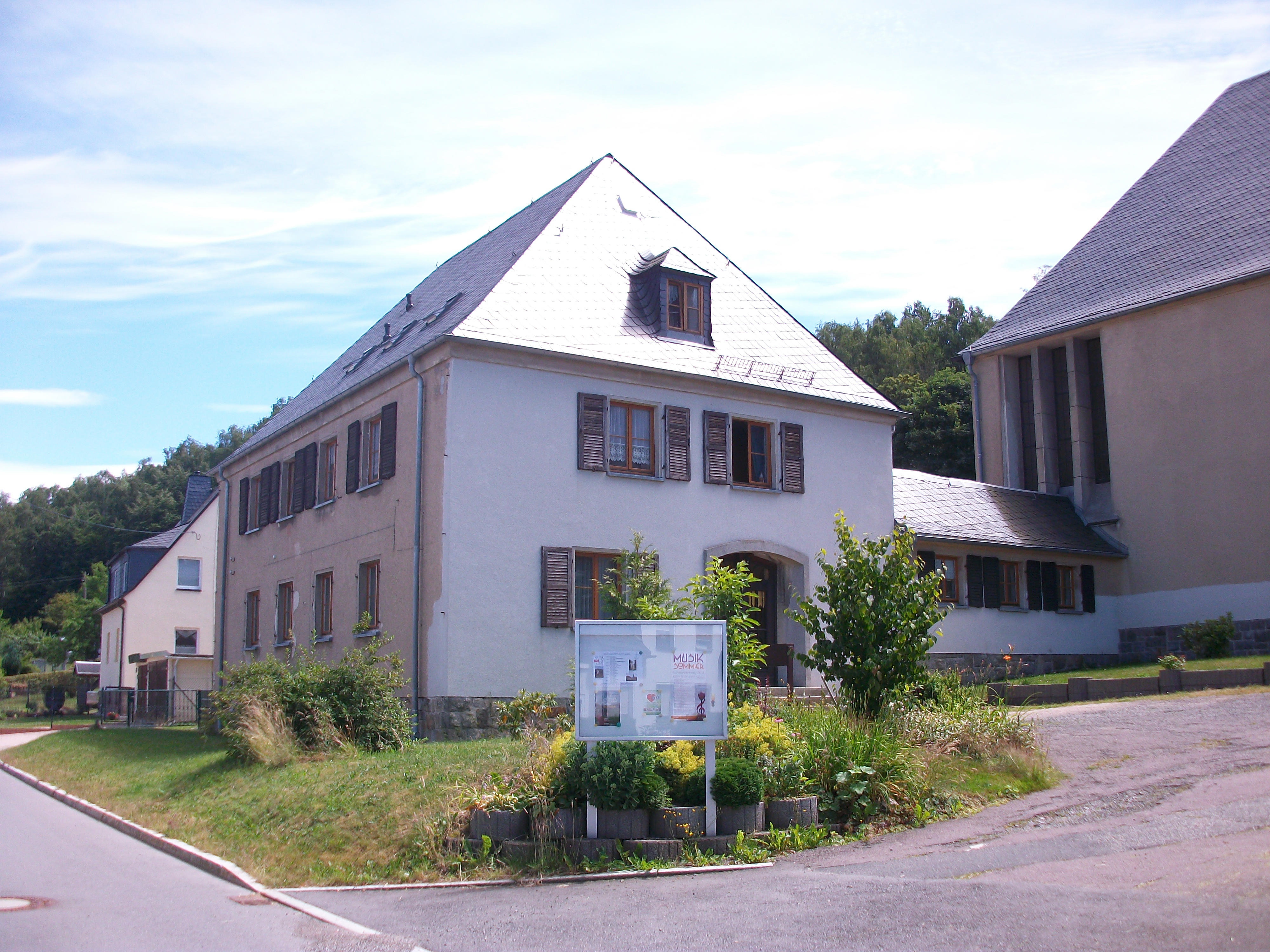
Pfarrhaus nahe an der Kirche

- 1999–2020: Ulrich Kauk; Pfarrstelle Niederschlema mit Schwesterkirche Oberschlema, ab 1. Januar 2006 Pfarrstelle der Kirchgemeinde Bad Schlema–Wildbach[9]
- seit März 2021: Dominique Meichsner (Pastorin)[10]

### Kirchenkreise und Veranstaltungen (Auswahl)
- An der Auferstehungskirche organisiert die Kirchgemeinde für alle drei Kirchen von Bad Schlema-Wildbach regelmäßig einen Ostergarten.[11]
- Im Kirchenbezirk ist eine Junge Gemeinde tätig.[12]

## Geschichte

### Kirchenbauten

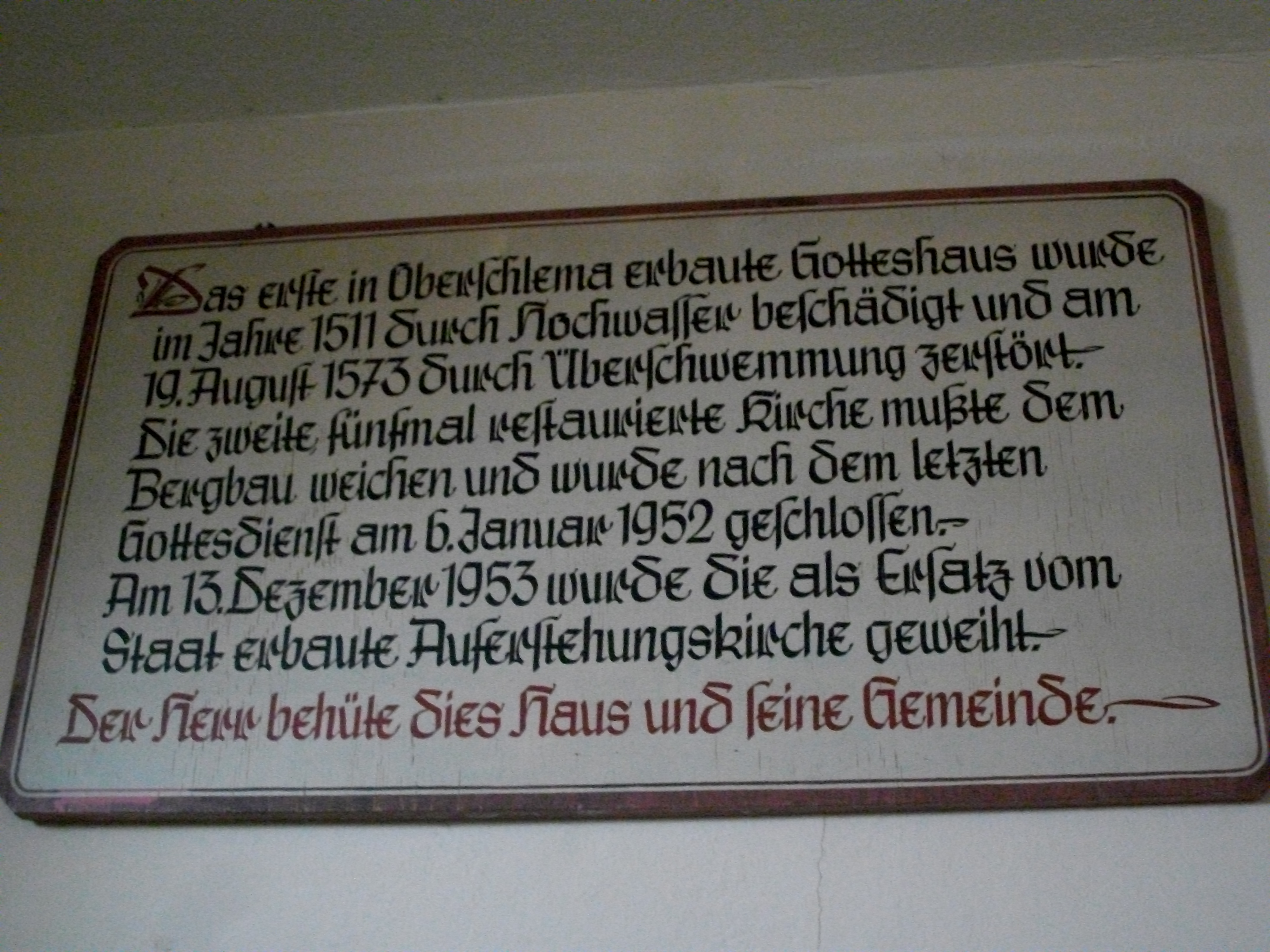
Geschichtstafel im Inneren der Kirche

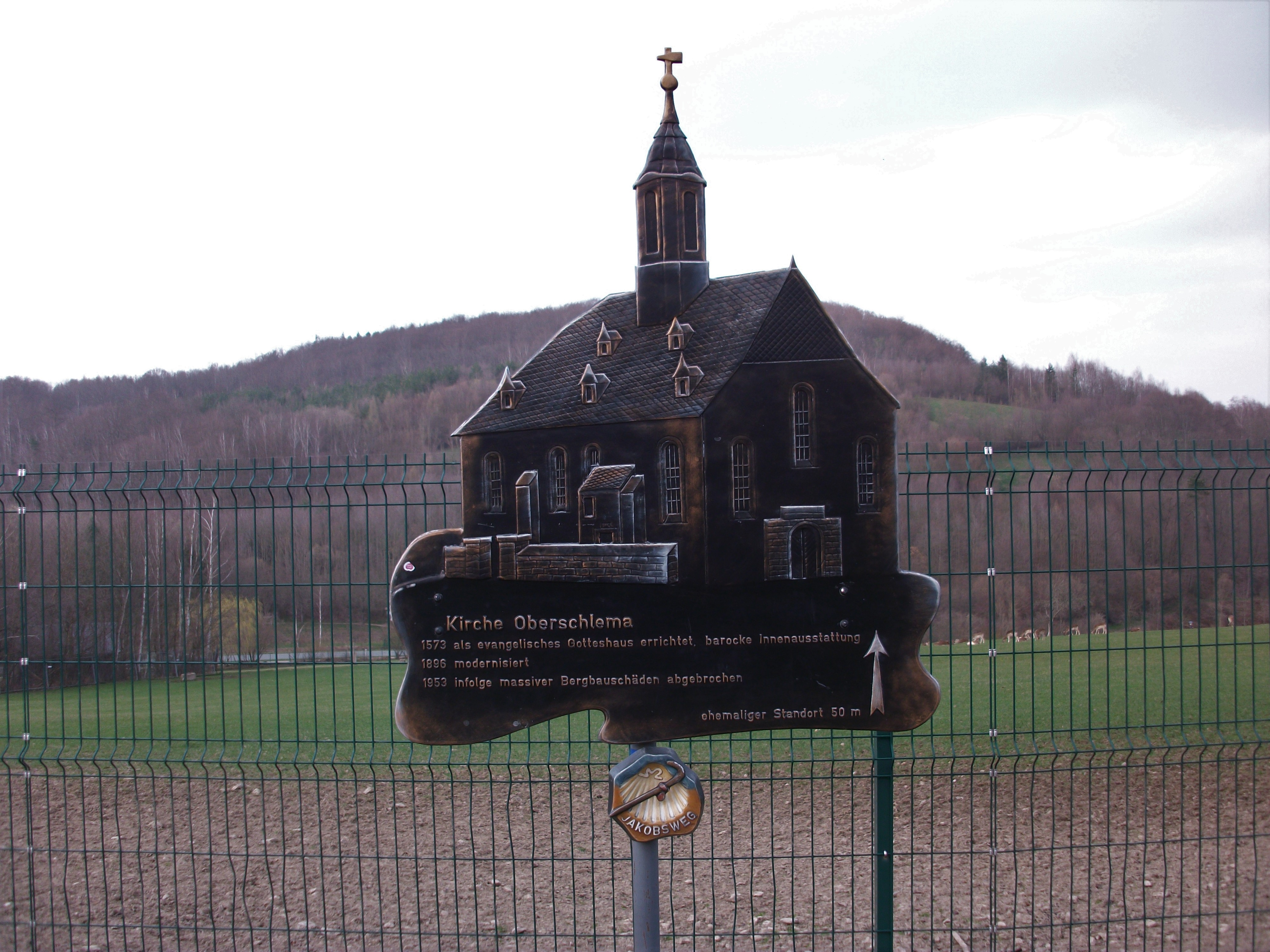
Oberschlemaer Gotteshaus auf der Infotafel zu seiner Geschichte

Eine geistliche Betreuung durch einen Priester und die Schaffung eines Raumes, um Gott dienen zu können, war für die Menschen des Hohen Mittelalters ein Bedürfnis wie Essen, Trinken und Schlafen. Deshalb gehen die Ortschronisten davon aus, dass in den ersten Jahrhunderten der Ortsgeschichte eine kleine hölzerne Kapelle in beiden Orten, Ober- und Niederschlema, gestanden hat. Die Kirchgemeinde Oberschlema bildete zusammen mit Klösterlein Aue/Zelle eine gemeinsame Parochie. Eine große Hochflut beschädigte im Jahr 1511 das Gotteshaus, es wurde aber aus Steinen wieder aufgebaut. Die bestehende Parochie löste sich infolge der Reformation 1527/28 auf und die Kirche in Oberschlema wurde nun zur evangelischen Mutterkirche von Klösterlein.
Eine weitere starke Flutkatastrophe am 19. August 1573 schwemmte das Kirchlein fort. So baute die Christengemeinde fast am gleichen Standort (im heutigen Damwildgehege im Kurpark) ein neues Kirchengebäude, das noch im gleichen Jahr (1573) eingeweiht wurde. Es trug einen kleinen Glockenturm als Dachreiter in der Mitte des Firstes (siehe Infotafel). Das Dach des Turmes war pagodenartig in vier spitz zulaufenden Querteilungen ausgeführt, und sechseckig geformt. Zahlreiche Einrichtungsgegenstände aus dem aufgelösten Klösterlein Zelle schmückten nun das Kircheninnere.
Die Saalkirche mit Eingängen an den Längsseiten des Baukörpers erhielt Tageslicht durch zwei mal drei hohe schmale Halbbogenfenster und die Apsis hatte an ihren drei Seiten ebenfalls Fenster. Das Gotteshaus war über Jahrhunderte die Pfarrkirche der Parochie.
1952 musste das Gebäude aufgrund uranbergbaulicher Senkungserscheinungen gesperrt und in der Folgezeit abgerissen werden. An einem neuen Standort (am oberen Ortsrand) wurde mit staatlicher finanzieller und fachlicher Hilfe ein neues Kirchengebäude geplant und errichtet. Die Einweihung erfolgte am 13. Dezember 1953.
Diese einmaligen Hilfen durch den Staat sind darauf zurückzuführen, dass der Uranabbau in den Jahren nach dem Krieg eine wichtige Aufgabe für die sowjetische Besatzungsmacht darstellte. Viele historische Bauteile der Inneneinrichtung und Gegenständen der alten Kirche konnten hier wieder neu etabliert werden.
Laut Dehio gilt der Kirchenbau „für Sachsen in dieser Zeit (als) seltenes Beispiel eines der Tradition verpflichteten Kirchenneubaus“ und (laut Denkmalschutzamt) als „Zeugnis für die Entwicklung des Ortes zum Zentrum des Uranerzbergbaus der SDAG Wismut, architektur-, sozial- und ortsgeschichtlich, teilweise auch baukünstlerisch sowie städtebaulich von Interesse“.

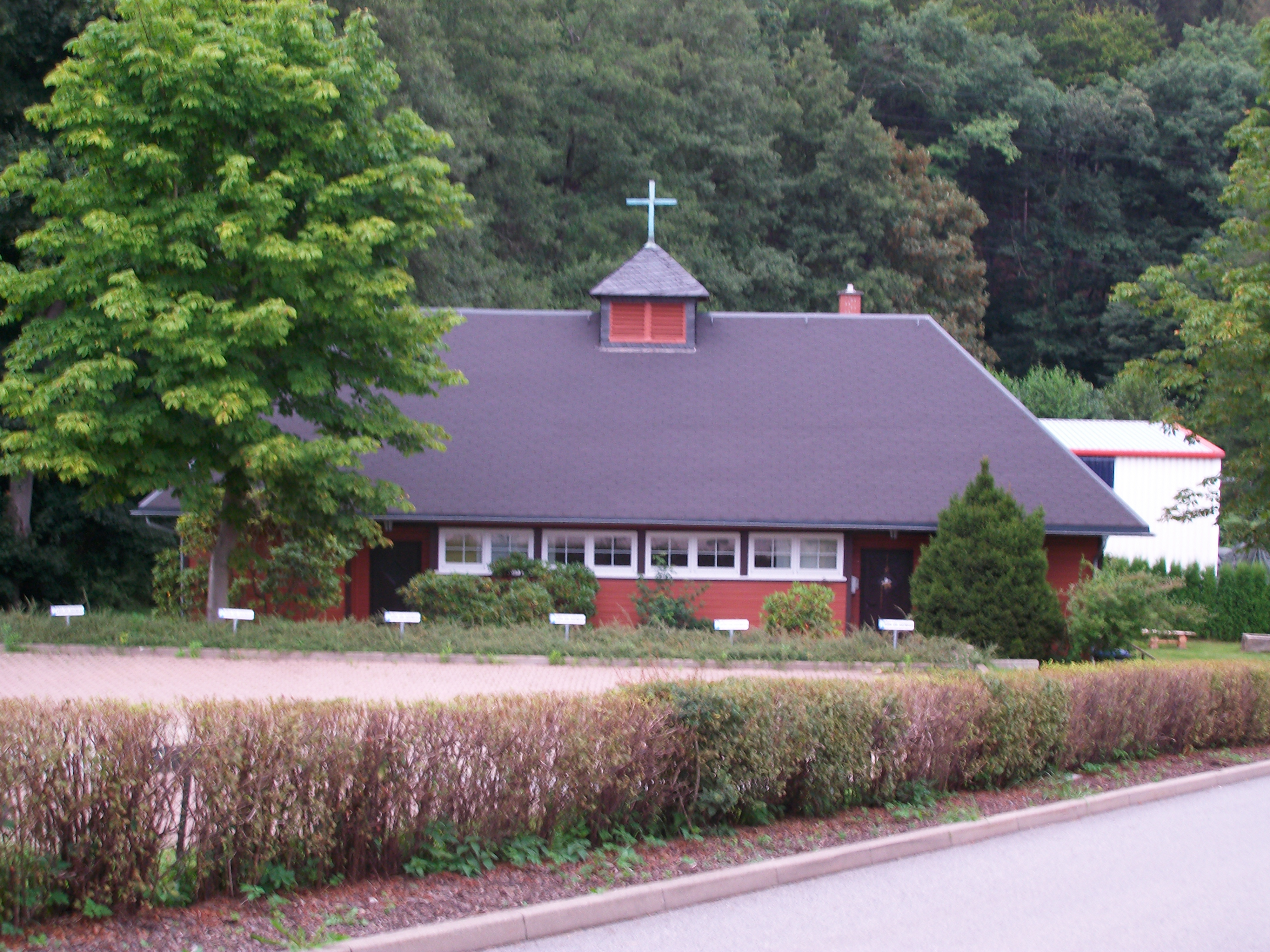
Provisorische Kirche in Oberschlema (Ansicht 2002 am Standort in Aue)

Während des Abbaus des einsturzgefährdeten zweiten Gotteshauses erhielt die Christengemeinde als Übergangslösung für ihre kirchlichen Angelegenheiten ersatzweise eine Bartningsche Notkirche, Typ D, die nach Einweihung des Neubaus abgetragen und nach Schneeberg umgesetzt wurde. Später baute man sie auch dort wieder ab und überführte sie nach Aue, wo sie seit 1959 als Kirche für die Gläubigen in Auerhammer und Neudörfel dient.

### Namensgebung
Bei der Einweihung erhielt die Kirchengemeinde den Namen Auferstehungsgemeinde nach der Auferstehung Christi und ihr Gottesdiensthaus heißt seitdem Auferstehungskirche.

### Orgeln
Die erste Orgel von 1830, in der Orgelbauwerkstatt Urban Kreutzbach gefertigt, wurde 1926 durch Johannes Jahn umgebaut.
Das Instrument zog in den 1953 eingeweihten Kirchenneubau um, wobei die Werkstatt Jehmlich einen neuen Prospekt fertigte. In den 2010er Jahren sollte eine dringende Generalreparatur vorgenommen werden, die jedoch klanglich kaum eine Verbesserung erwarten ließ und bis zu 100.000 Euro gekostet hätte. Deshalb orientierte die Kirchengemeinde auf die Anschaffung einer neuen digitalen Orgel, für die rund 20.000 Euro erforderlich waren. Dafür wurden Spenden gesammelt und Fördergelder beantragt. Noch 2013 konnte eine Johannus Ecclesia D-350 in das Gehäuse der alten Pfeifenorgel eingebaut werden.

### Sanierungen und Renovierungen
Die Kirche wurde nach der Wende, 1996, erstmals umfassend saniert. In den Jahren 2012/2013 ließ die Kirchengemeinde weitere umfangreiche Renovierungsarbeiten im Kircheninneren und an der Fassade durchführen.

### Glocken
Die Glocken der ersten Kirche von Oberschlema, 1438 eingebaut, wurden zusammen mit der Vernichtung der Kirche entweder zerstört oder ebenfalls weggeschwemmt. Beim Bau von Abwasseranlagen 1934 im Ort fanden die Arbeiter im Boden vor dem Blaufarbenwerk eine dieser Glocken wieder.
Für die zweite Kirche wurden neue Glocken gegossen und eingeweiht. Diese mussten zum Ende des Ersten Weltkriegs abgeliefert werden. Danach erhielt die Kirchengemeinde ein Stahlgeläut, das zwischen 1918 und 2011 in Nutzung war. Es bestand aus einem Dreiklang von Eisenhartgussglocken, hergestellt in der Gießerei Schilling & Lattermann in Morgenröthe-Rautenkranz. Diese Glocken trugen Inschriften, beispielsweise „Den kommenden Geschlechtern: Denket an die Taten des Herrn, ja gedenket an seine ewigen Wunder! (Psalm 22,12 )“ und wurden nach gründlicher Reinigung im aufgearbeiteten historischen und mit einem Dach geschützten stählernen Glockenstuhl im Bad Schlemaer Kurpark als Mahnmal aufgestellt.

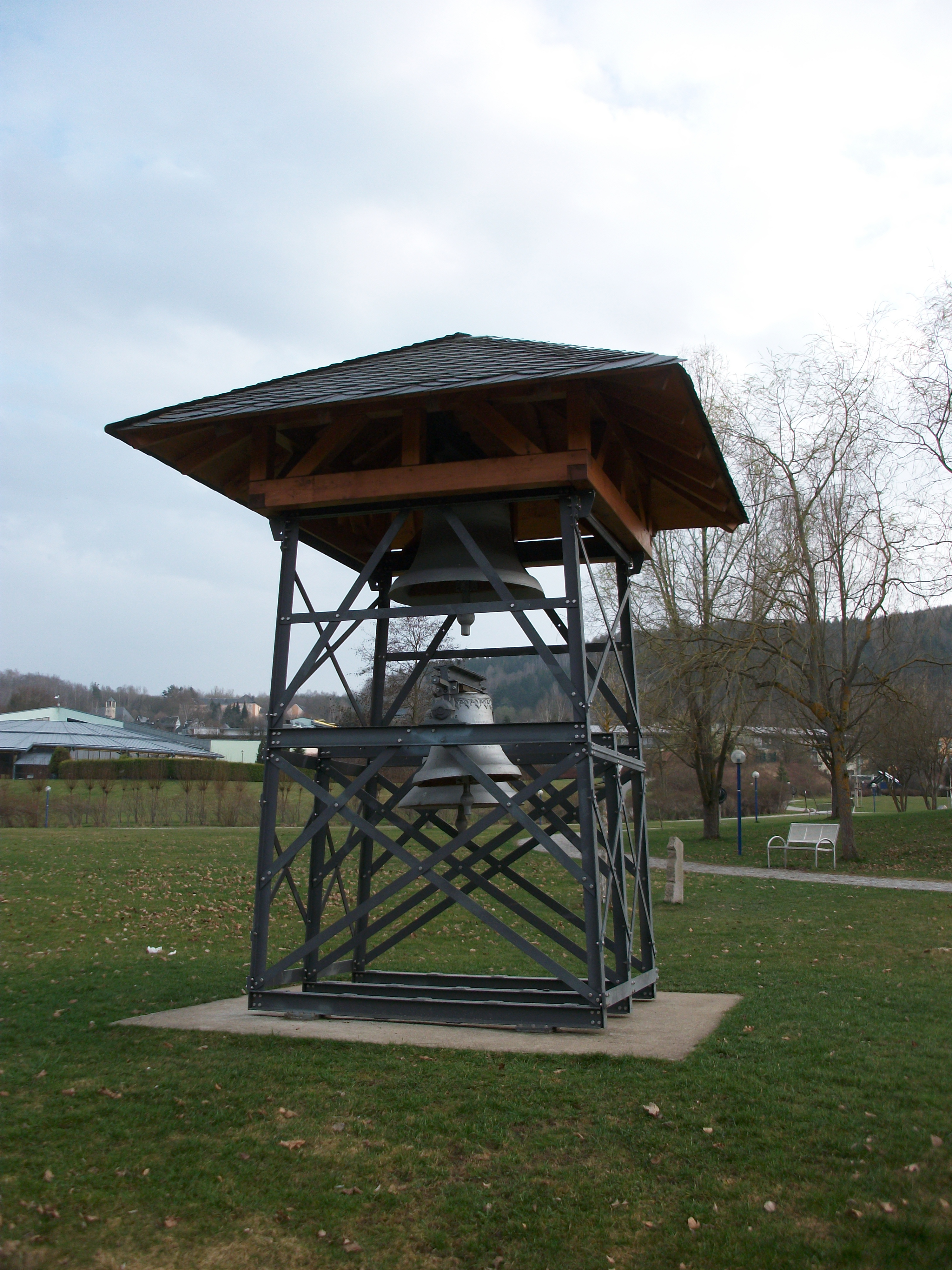
Kurpark Bad Schlema, Glockenturm mit Geläut der ehemaligen Kirche Oberschlema

Die neuen Bronzeglocken von 2012 erhielten eine Glockenzier, die ein sächsischer Künstler entworfen hatte.

### Pfarrhaus
Zum Denkmalschutzobjekt gehört ebenfalls das 1953 neu gebaute Pfarrhaus.

## In der Umgebung
Der Kurpark des Ortsteils Bad Schlema der Gemeinde Aue-Bad Schlema ist in Sichtweite der Kirche gelegen. Hier steht seit 2012 das 1918 in der zweiten Kirche eingeweihte Geläut, wie bereits oben dargestellt.